# Mycosphaerella laricis-leptolepidis
Mycosphaerella laricis-leptolepidis är en svampart som beskrevs av Kaz. Itô, K. Sato & M. Ota 1957. Mycosphaerella laricis-leptolepidis ingår i släktet Mycosphaerella och familjen Mycosphaerellaceae.   Inga underarter finns listade i Catalogue of Life.